# Пајот (Тексас)
Пајот (енгл. Pyote) град је у америчкој савезној држави Тексас. По попису становништва из 2010. у њему је живело 114 становника.

## Демографија
Према попису становништва из 2010. у граду је живело 114 становника, што је 17 (13,0%) становника мање него 2000. године.
| Група             | 2000.      | 2010.      |
| Белци             | 91 (69,5%) | 75 (65,8%) |
| Афроамериканци    | 2 (1,5%)   | 1 (0,9%)   |
| Азијати           | 0 (0,0%)   | 0 (0,0%)   |
| Хиспаноамериканци | 30 (22,9%) | 32 (28,1%) |
| Укупно            | 131        | 114        |